# Loïc Wacquant
Loïc Wacquant (Nîmes, 1960 –) francia szociológus.
Szakterülete a városszociológia, a városi szegénység, a faji egyenlőtlenség, a test, a társadalomelmélet és az etnográfia.
Főleg Pierre Bourdieu-hez adaptált szociológiából dolgozik, de hatással van rá Karl Marx és Max Weber is.
Wacquant szabadidős bokszoló is, és bokszolását felhasználva néprajzot írt a chicagói gettó afroamerikai életéről.

## Gettó, hipergettó és antigettó
Wacquant háromféle szegény környéket különböztet meg. A gettó egy etnikai csoport társadalmilag szegregált része, és e csoport különböző gazdasági osztályait tartalmazza. Ennek eredményeként saját összetett társadalmi struktúrái és intézményei vannak. A hipergettó egy etnikai csoport gazdag és gazdag tagjainak gazdasági emancipációja után létrejött gettó terméke, és jelenleg egy etnikai csoport legszegényebb embereit tartalmazza. Elvesztette összetett struktúráit, ami megnehezíti a jövőbeli felszabadulást. Wacquant szerint a hipergettó különösen amerikai jelenség a nyugati világban. Az antigettó etnikailag sokszínű hely egyes európai városokban, ahol hiányzik a gettó és a hipergettó szolidaritása, de felszabadítóbb, mint a gettó és a hipergettó.
Loïc Wacquant a HEC Paris-on, az Párizs-Nanterre-i Egyetemen, a Párizsi Egyetemen és a Chicagói Egyetemen szerzett diplomát.